# 아야도 치에
아야도 치에(일본어: 綾戸 智恵 あやど ちえ[*], 1957년 9월 10일 ~ )는 일본의 여성 재즈 가수로, 오사카시에서 태어났다. 키 148센티미터에 몸무게는 48킬로그램이지만, 풍부한 성량과 넘치는 박력을 가진 일본 최고의 재즈 보컬리스트라는 평가를 받고 있다.
미국인과의 결혼과 이혼, 유방암 병력이나 다양한 직업을 거친 풍부한 인생 경험과 강렬하고 유쾌한 캐릭터로 인해 텔레비전의 토크 프로 등에서도 주목받았다. 농담이나 즐거운 이야기로 웃음이 넘치는 토크와 폭넓게 고른 곡을 넣은 자유분방한 스테이지는 재즈 팬뿐만 아니라 콘서트에 자주 가지 않는 남녀노소 모두에게 강한 감동을 주고 있다는 평이 있다. 또한 재즈는 어슴푸레하고 폐쇄적인 재즈클럽의 음악이라는 이미지를 밝고 즐거운 음악의 이미지로 바꾸는 데 가장 큰 역할을 했다는 이야기를 듣는다. 현재는 이전의 예명 치에(智絵)를 본명인 치에(智恵)로 바꾸어 활동하고 있다.

## 약력
할리우드 영화와 재즈의 팬이었던 부모의 영향으로, 재즈에 자주 노출되었고 관심을 가지기 시작했다. 고교 졸업 후 미국으로 건너가 로스앤젤레스의 라이브 하우스에서 노래와 연주를 시작했다.
1984년에 뉴욕으로 건너갔고, 성가대에 참가해 코네티컷이나 뉴저지 등을 중심으로 활약했다. 이즈음 결혼하였지만 곧 이혼하기도 한다. 이 시기에 경험한 재즈와 뉴욕에서의 가스펠과의 만남이 지금 그의 음악적 신념이 되어있다.
1991년 가을에 장남과 귀국해 고베를 중심으로 활동하기 시작했다. 이 시기에는 통역이나 관광가이드, 백화점 직원, 재즈보컬이나 교사 등의 다양한 경험을 쌓으면서도 오사카의 재즈클럽 등에서 노래하면서 재즈 보컬리스트로 활동하기도 했다.
1998년 6월, 40세로 데뷔 앨범 《For All We Know》를 발매하면서 실질적인 프로로 본격적인 활동을 전개한다. 그 후 연간 100회 이상의 콘서트에서 노래하며 매년 2장의 음반을 발표하고 있다. 그의 라이브에 감동한 이들의 소문이 전파되어 티켓의 발매와 동시에 매진이 되는 경우가 속출해 ‘가장 티켓을 사기 힘든 가수’라는 별명이 붙었다.
2001년 3월에는 제51회 예술선장 문부과학대신장려상(대중 예능 부문)을 수상했고, 그해 11월에는 화장품 회사 AVON에서 그 해에 사회에 공헌하여 가장 빛을 발한 여성에게 수여하는 ‘AVON Awards To Women’의 예술상을 수상했다.
2003년에는 홍백가합전(제54회)에 출연하여 〈테네시 왈츠〉(Tennessee Waltz)를 열창했다.